# 3194 Dorsey
A 3194 Dorsey (ideiglenes jelöléssel 1982 KD1) a Naprendszer kisbolygóövében található aszteroida. Carolyn Shoemaker fedezte fel 1982. május 27-én.